# Ein Doppelleben
Ein Doppelleben, auch bekannt als Mord in Ekstase (Originaltitel: A Double Life), ist ein US-amerikanisches Filmdrama aus dem Jahr 1947.

## Handlung
Anthony John ist ein langjähriger Theaterstar am Broadway. Er ist extrovertiert und hat ein zügelloses Temperament. Seine emotionalen Ausbrüche außerhalb der Bühne sind berüchtigt. Er verwechselt die Kunst mit dem Leben. So ist er ein äußerst liebenswürdiger Mann, solange er dieses Fach auch auf der Bühne besetzt. Spielt er allerdings einen Bösewicht, so wird das Zusammenleben mit ihm unerträglich. Dies musste auch seine Ehefrau Brita erfahren, die sich deshalb vor ein paar Jahren von ihm scheiden ließ. Inzwischen, während Anthony in einer Komödie einen Butler spielt, kommen sich er und Brita wieder näher. 
Trotz Bedenken von Brita nimmt Anthony die für ihn reizende Rolle des Othello in einer Broadway-Produktion an. Brita spielt seine Ehefrau Desdemona, die Othello am Ende des Stückes aus Eifersucht erwürgt, während er ihr zeitgleich einen Kuss gibt. Die Inszenierung wird ein riesiger Erfolg und Anthony erhält brillante Kritiken, doch fällt er wieder in alte Verhaltensmuster. Einmal steigert er sich so in seine Rolle hinein, dass er Brita als Desdemona so stark würgt, dass diese um ihr Leben fürchtet. Hinter der Bühne wird er wie Othello zum Tyrann, was auch die durch den großen Erfolg verursachte lange Laufzeit des Stückes nicht besser macht. 
Als Anthony seiner Ex-Frau einen Antrag für eine erneute Heirat macht, lehnt diese mit der Begründung ab, es sei besser für sie beide. Anthony kann Britas Nein nicht akzeptieren und vermutet eine Liebesbeziehung zwischen ihr und dem Presseagenten des Theaters, Bill Friend. Erstmals verwechselt er sein Leben mit dem seiner Figur Othello. Er kann sich nur mit Mühe zügeln, nicht handgreiflich gegenüber Brita zu werden. Nachdem er ihre Wohnung verlassen hat, wandert er lange ziellos durch die Straßen und murmelt Othellos Sätze vor sich her. Schließlich sucht er seine zeitweilige Geliebte Pat Kroll auf. In der blonden Kellnerin glaubt er Desdemona zu erkennen und erwürgt sie auf dieselbe Weise, wie er als Othello auf der Theaterbühne Desdemona ermordet hat.
Der Mordfall und die Parallelen in der Tötungsart zu Desdemona im Stück geben dem Presseagenten Bill Friend die Möglichkeit, die Werbetrommel für die ohnehin erfolgreiche Produktion noch einmal auf Hochtouren zu rühren. Anthony ist jedoch erbost darüber und attackiert Bill Friend, wobei er ihn zeitweise heftig würgt. Bill verdächtigt Anthony nun des Mordes und teilt seinen Verdacht der Polizei mit. Anthony fällt es immer schwerer, zwischen Realität und Wirklichkeit zu unterscheiden. Die Polizei und Bill stellen ihm eine Falle und laden ihn in das Restaurant ein, in dem Pat Kroll gearbeitet hat. Als eine Kellnerin erscheint, die Pats Schmuck trägt und ihr ähnlich sieht, verhält er sich merkwürdig und stürmt aus dem Restaurant hinaus. Der Restaurantinhaber Stellini erkennt Anthony schließlich wieder und erinnert sich, dass dieser eines Abends mit Pat geredet hatte.
Anthony spielt auf der Theaterbühne abermals die Rolle des Othello, wobei er beobachtet, dass die Polizei hinter der Bühne bereits auf ihn wartet. Er muss hierbei erkennen, dass er ein Doppelleben zwischen Rolle und Wirklichkeit geführt hat und wie Othello ein Mörder ist. Othellos Schlussdialog wird hierbei auch zu seinem, und wie Othello verwundet er sich tödlich mit einem Messer. Während der Vorhang fällt und das Publikum jubelt, entschuldigt sich der sterbende Anthony bei Brita. Zu Bill sagt er, er könne alles über ihn schreiben, aber nicht, dass er ein schlechter Schauspieler gewesen sei.

## Kritiken
„Brillant fotografiertes, packendes Kriminal-Melodram mit psychologischem Raffinement, das durch den hervorragenden Hauptdarsteller Überzeugungskraft gewinnt und sich zur eindrucksvollen Studie eines Mannes verdichtet, der sich im Labyrinth von Schein und Sein verirrt“, befand das Lexikon des internationalen Films.

## Auszeichnungen
Hauptdarsteller Ronald Colman wurde 1948 mit dem Golden Globe Award und dem Oscar ausgezeichnet. Ein weiterer Oscar ging an Miklós Rózsa für seine Filmmusik. Weitere Nominierungen gab es für das Autorenpaar Gordon/Kanin und Regisseur George Cukor.